# Masa
Masa (Duits: Massa) is een plaats in de Estlandse gemeente Saaremaa, provincie Saaremaa. De plaats heeft de status van dorp (Estisch: küla) en telt 9 inwoners (2021).
Tot in oktober 2017 behoorde Masa tot de gemeente Pihtla. In die maand ging Pihtla op in de fusiegemeente Saaremaa.
Ten noorden van Masa liggen de meteorietenkraters van Kaali. De Põhimaantee 10, de hoofdweg  van Risti naar Kuressaare, komt door Masa.

## Geschiedenis
Masa werd voor het eerst genoemd in 1774 onder de Duitse naam Massa. Massa was een ‘semi-landgoed’ (Duits: Beigut, Estisch: poolmõis), een landgoed dat deel uitmaakt van een groter landgoed, in dit geval Kölljall (Kõljala). Het semi-landgoed had ook een herberg. In 1798 werd een dorp Masla of Mastla genoemd naast het semi-landgoed en de herberg.
Ten westen van Masa lag na 1945 een dorp Soodla, dat in de jaren zeventig verdwenen is. Tussen 1977 en 1997 hoorde Masa bij Kõljala.